# 阿斯哈尔·吐尔逊
阿斯哈尔·吐尔逊（Asqar Tursun，1963年—），新疆梧坪人，维吾尔族，中华人民共和国政治人物、第十一届全国人民代表大会新疆地区代表。
毕业于浙江大学管理工程专业，是中共党员。担任新疆财经大学校长。2008年起担任全国人大代表。